# A Roland Garros férfi páros döntői
Ez a lap a Roland Garros párizsi salakpályás Grand Slam-teniszbajnokság (más néven French Open) férfi páros döntőit tartalmazza.
| Év           | Bajnok                                  | Döntős                                | Eredmény a döntőben                   |
| 1925         | Jean Borotra René Lacoste               | Henri Cochet Jacques Brugnon          | 7–5, 4–6, 6–3, 2–6, 6–3               |
| 1926         | Vincent Richards Howard Kinsey          | Henri Cochet Jacques Brugnon          | 6–4, 6–1, 4–6, 6–4                    |
| 1927         | Henri Cochet Jacques Brugnon            | Jean Borotra René Lacoste             | 2–6, 6–2, 6–0, 1–6, 6–4               |
| 1928         | Jean Borotra Jacques Brugnon            | Henri Cochet Ren de Buzelet           | 6–4, 3–6, 6–2, 3–6, 6–4               |
| 1929         | René Lacoste Jean Borotra               | Henri Cochet Jacques Brugnon          | 6–3, 3–6, 6–3, 3–6, 8–6               |
| 1930         | Henri Cochet Jacques Brugnon            | Harry Hopman Jim Willard              | 6–3, 9–7, 6–3                         |
| 1931         | George Lott John Van Ryn                | Vernon Kirby Norman Farquharson       | 6–4, 6–3, 6–4                         |
| 1932         | Henri Cochet Jacques Brugnon            | Christian Boussus Marcel Bernard      | 6–4, 3–6, 7–5, 6–3                    |
| 1933         | Pat Hughes Fred Perry                   | Vivian McGrath Adrian Quist           | 6–2, 6–4, 2–6, 7–5                    |
| 1934         | Jean Borotra Jacques Brugnon            | Jack Crawford Vivian McGrath          | 11–9, 6–3, 2–6, 4–6, 9–7              |
| 1935         | Jack Crawford Adrian Quist              | Vivian McGrath Don Turnbull           | 6–1, 6–4, 6–2                         |
| 1936         | Jean Borotra Marcel Bernard             | Pat Hughes Raymond Tuckey             | 6–2, 3–6, 9–7, 6–1                    |
| 1937         | Gottfried von Cramm Henner Henkel       | Norman Farquharson Vernon Kirby       | 6–4, 7–5, 3–6, 6–1                    |
| 1938         | Bernard Destremau Yvon Petra            | Don Budge Gene Mako                   | 3–6, 6–3, 9–7, 6–1                    |
| 1939         | Don McNeill Charles Harris              | Jean Borotra Jacques Brugnon          | 4–6, 6–4, 6–0, 2–6, 10–8              |
| 1940         | elmaradt(a második világháború miatt)   | elmaradt(a második világháború miatt) | elmaradt(a második világháború miatt) |
| 1941         | elmaradt(a második világháború miatt)   | elmaradt(a második világháború miatt) | elmaradt(a második világháború miatt) |
| 1942         | elmaradt(a második világháború miatt)   | elmaradt(a második világháború miatt) | elmaradt(a második világháború miatt) |
| 1943         | elmaradt(a második világháború miatt)   | elmaradt(a második világháború miatt) | elmaradt(a második világháború miatt) |
| 1944         | elmaradt(a második világháború miatt)   | elmaradt(a második világháború miatt) | elmaradt(a második világháború miatt) |
| 1945         | elmaradt(a második világháború miatt)   | elmaradt(a második világháború miatt) | elmaradt(a második világháború miatt) |
| 1946         | Marcel Bernard Yvon Petra               | Enrique Morea Pancho Segura           | 7–5, 6–3, 0–6, 1–6, 10–8              |
| 1947         | Eustace Fannin Eric Sturgess            | Tom Brown Bill Sidwell                | 6–4, 4–6, 6–4, 6–3                    |
| 1948         | Lennart Bergelin Jaroslav Drobný        | Harry Hopman Frank Sedgman            | 8–6, 6–1, 12–10                       |
| 1949         | Pancho Gonzalez Frank Parker            | Eustace Fannin Eric Sturgess          | 6–3, 8–6, 5–7, 6–3                    |
| 1950         | Bill Talbert Tony Trabert               | Jaroslav Drobný Eric Sturgess         | 6–2, 1–6, 10–8, 6–2                   |
| 1951         | Ken McGregor Frank Sedgman              | Gardnar Mulloy Dick Savitt            | 6–2, 2–6, 9–7, 7–5                    |
| 1952         | Ken McGregor Frank Sedgman              | Gardnar Mulloy Dick Savitt            | 6–3, 6–4, 6–4                         |
| 1953         | Lew Hoad Ken Rosewall                   | Mervyn Rose Clive Wilderspin          | 6–2, 6–1, 6–1                         |
| 1954         | Vic Seixas Tony Trabert                 | Lew Hoad Ken Rosewall                 | 6–4, 6–2, 6–1                         |
| 1955         | Vic Seixas Tony Trabert                 | Nicola Pietrangeli Orlando Sirola     | 6–1, 4–6, 6–2, 6–4                    |
| 1956         | Don Candy Bob Perry                     | Ashley Cooper Lew Hoad                | 7–5, 6–3, 6–3                         |
| 1957         | Mal Anderson Ashley Cooper              | Don Candy Mervyn Rose                 | 6–3, 6–0, 6–3                         |
| 1958         | Ashley Cooper Neale Fraser              | Robert Howe Abe Segal                 | 3–6, 8–6, 6–3, 7–5                    |
| 1959         | Nicola Pietrangeli Orlando Sirola       | Roy Emerson Neale Fraser              | 6–3, 6–2, 14–12                       |
| 1960         | Roy Emerson Neale Fraser                | Jose-Luis Arilla Andrés Gimeno        | 6–2, 8–10, 7–5, 6–4                   |
| 1961         | Roy Emerson Rod Laver                   | Robert Howe Bob Mark                  | 3–6, 6–1, 6–1, 6–4                    |
| 1962         | Roy Emerson Neale Fraser                | Wilhelm Bungert Christian Kuhnke      | 6–3, 6–4, 7–5                         |
| 1963         | Roy Emerson Manuel Santana              | Gordon Forbes Abe Segal               | 6–2, 6–4, 6–4                         |
| 1964         | Roy Emerson Ken Fletcher                | John Newcombe Tony Roche              | 7–5, 6–3, 3–6, 7–5                    |
| 1965         | Roy Emerson Fred Stolle                 | Ken Fletche Bob Hewitt                | 6–8, 6–3, 8–6, 6–2                    |
| 1966         | Clark Graebner Dennis Ralston           | Ilie Năstase Ion Ţiriac               | 6–3, 6–3, 6–0                         |
| 1967         | John Newcombe Tony Roche                | Roy Emerson Ken Fletcher              | 6–3, 9–7, 12–10                       |
| ↓ Open Éra ↓ |                                         |                                       |                                       |
| 1968         | Ken Rosewall Fred Stolle                | Roy Emerson Rod Laver                 | 6–3, 6–4, 6–3                         |
| 1969         | John Newcombe Tony Roche                | Roy Emerson Rod Laver                 | 4–6, 6–1, 3–6, 6–4, 6–4               |
| 1970         | Ilie Năstase Ion Ţiriac                 | Arthur Ashe Charlie Pasarell          | 6–2, 6–4, 6–3                         |
| 1971         | Arthur Ashe Marty Riessen               | Tom Gorman Stan Smith                 | 6–8, 4–6, 6–3, 6–4, 11–9              |
| 1972         | Bob Hewitt Frew McMillan                | Patricio Cornejo Jaime Fillol         | 6–3, 8–6, 3–6, 6–1                    |
| 1973         | John Newcombe Tom Okker                 | Jimmy Connors Ilie Năstase            | 6–1, 3–6, 6–3, 5–7, 6–4               |
| 1974         | Dick Crealy Onny Parun                  | Bob Lutz Stan Smith                   | 6–3, 6–2, 3–6, 5–7, 6–1               |
| 1975         | Brian Gottfried Raúl Ramírez            | John Alexander Phil Dent              | 6–2, 2–6, 6–2, 6–4                    |
| 1976         | Fred McNair Sherwood Stewart            | Brian Gottfried Raúl Ramírez          | 7–6(6), 6–3, 6–1                      |
| 1977         | Brian Gottfried Raúl Ramírez            | Wojtek Fibak Jan Kodeš                | 7–6, 4–6, 6–3, 6–4                    |
| 1978         | Gene Mayer Hank Pfister                 | José Higueras Manuel Orantes          | 6–3, 6–2, 6–2                         |
| 1979         | Gene Mayer Sandy Mayer                  | Ross Case Phil Dent                   | 6–4, 6–4, 6–4                         |
| 1980         | Victor Amaya Hank Pfister               | Brian Gottfried Raúl Ramírez          | 1–6, 6–4, 6–4, 6–3                    |
| 1981         | Heinz Günthardt Taróczy Balázs          | Terry Moor Eliot Teltscher            | 6–2, 7–6, 6–3                         |
| 1982         | Sherwood Stewart Ferdi Taygan           | Hans Gildemeister Belus Prajoux       | 7–5, 6–3, 1–1, feladta                |
| 1983         | Anders Järryd Hans Simonsson            | Mark Edmondson Sherwood Stewart       | 7–6(4), 6–4, 6–2                      |
| 1984         | Henri Leconte Yannick Noah              | Pavel Složil Tomáš Šmíd               | 6–4, 2–6, 3–6, 6–3, 6–2               |
| 1985         | Mark Edmondson Kim Warwick              | Schlomo Glickstein Hans Simonsson     | 6–3, 6–4, 6–7, 6–3                    |
| 1986         | John Fitzgerald Tomáš Šmíd              | Stefan Edberg Anders Järryd           | 6–3, 4–6, 6–3, 6–7(4), 14–12          |
| 1987         | Anders Järryd Robert Seguso             | Guy Forget Yannick Noah               | 6–7, 6–7, 6–3, 6–4, 6–2               |
| 1988         | Andrés Gómez Emilio Sánchez             | John Fitzgerald Anders Järryd         | 6–3, 6–7(8), 6–4, 6–3                 |
| 1989         | Jim Grabb Patrick McEnroe               | Mansour Bahrami Eric Winogradsky      | 6–4, 2–6, 6–4, 7–6(5)                 |
| 1990         | Sergio Casal Emilio Sánchez             | Goran Ivanišević Petr Korda           | 7–5, 6–3                              |
| 1991         | John Fitzgerald Anders Järryd           | Rick Leach Jim Pugh                   | 6–0, 7–6(2)                           |
| 1992         | Jakob Hlasek Marc Rosset                | David Adams Andrei Olhovskiy          | 7–6(4), 6–7(3), 7–5                   |
| 1993         | Luke Jensen Murphy Jensen               | Marc-Kevin Goellner David Prinosil    | 6–4, 6–7(4), 6–4                      |
| 1994         | Byron Black Jonathan Stark              | Jan Apell Jonas Björkman              | 6–4, 7–6(5)                           |
| 1995         | Jacco Eltingh Paul Haarhuis             | Nicklas Kulti Magnus Larsson          | 6–7(3), 6–4, 6–1                      |
| 1996         | Jevgenyij Kafelnyikov Daniel Vacek      | Guy Forget Jakob Hlasek               | 6–2, 6–3                              |
| 1997         | Jevgenyij Kafelnyikov Daniel Vacek      | Todd Woodbridge Mark Woodforde        | 7–6(12), 4–6, 6–3                     |
| 1998         | Jacco Eltingh Paul Haarhuis             | Mark Knowles Daniel Nestor            | 6–3, 3–6, 6–3                         |
| 1999         | Mahes Bhúpati Lijendar Pedzs            | Goran Ivanišević Jeff Tarango         | 6–2, 7–5                              |
| 2000         | Todd Woodbridge Mark Woodforde          | Paul Haarhuis Sandon Stolle           | 7–6, 6–4                              |
| 2001         | Mahes Bhúpati Lijendar Pedzs            | Petr Pála Pavel Vízner                | 7–6, 6–3                              |
| 2002         | Paul Haarhuis Jevgenyij Kafelnyikov     | Mark Knowles Daniel Nestor            | 7–5, 6–4                              |
| 2003         | Bob Bryan Mike Bryan                    | Paul Haarhuis Jevgenyij Kafelnyikov   | 7–6(3), 6–3                           |
| 2004         | Xavier Malisse Olivier Rochus           | Michaël Llodra Fabrice Santoro        | 7–5, 7–5                              |
| 2005         | Jonas Björkman Makszim Mirni            | Bob Bryan Mike Bryan                  | 2–6, 6–1, 6–4                         |
| 2006         | Jonas Björkman Makszim Mirni            | Bob Bryan Mike Bryan                  | 6–7(5), 6–4, 7–5                      |
| 2007         | Mark Knowles Daniel Nestor              | Lukáš Dlouhý Pavel Vízner             | 2–6, 6–3, 6–4                         |
| 2008         | Pablo Cuevas Luis Horna                 | Daniel Nestor Nenad Zimonjić          | 6–2, 6–3                              |
| 2009         | Lukáš Dlouhý Lijendar Pedzs             | Wesley Moodie Dick Norman             | 3–6, 6–3, 6–2                         |
| 2010         | Daniel Nestor Nenad Zimonjić            | Lukáš Dlouhý Lijendar Pedzs           | 7–5, 6–2                              |
| 2011         | Makszim Mirni Daniel Nestor             | Juan Sebastian Cabal Eduardo Schwank  | 7–6(3), 3–6, 6–4                      |
| 2012         | Makszim Mirni Daniel Nestor             | Bob Bryan Mike Bryan                  | 6–4, 6–4                              |
| 2013         | Bob Bryan Mike Bryan                    | Michaël Llodra Nicolas Mahut          | 6–4, 4–6, 7–6(4)                      |
| 2014         | Julien Benneteau Édouard Roger-Vasselin | Marcel Granollers Marc López          | 6–3, 7–6(1)                           |
| 2015         | Ivan Dodig Marcelo Melo                 | Bob Bryan Mike Bryan                  | 6–7(5), 7–6(5), 7–5                   |
| 2016         | Feliciano López Marc López              | Bob Bryan Mike Bryan                  | 6–4, 6–7, 6–3                         |
| 2017         | Ryan Harrison Michael Venus             | Santiago González Donald Young        | 7–6(5), 6–7(4), 6–3                   |
| 2018         | Pierre-Hugues Herbert Nicolas Mahut     | Oliver Marach Mate Pavić              | 6–2, 7–6(4)                           |
| 2019         | Kevin Krawietz Andreas Mies             | Jérémy Chardy Fabrice Martin          | 6–2, 7–6(3)                           |
| 2020         | Kevin Krawietz Andreas Mies             | Mate Pavić Bruno Soares               | 6–3, 7–5                              |
| 2021         | Pierre-Hugues Herbert Nicolas Mahut     | Alexander Bublik Andrey Golubev       | 6–3, 7–5                              |
| 2022         | Marcelo Arévalo Jean-Julien Rojer       | Ivan Dodig Austin Krajicek            | 6–7(4), 7–6(5), 6–3                   |
| 2023         | Ivan Dodig Austin Krajicek              | Sander Gillé Joran Vliegen            | 6–3, 6–1                              |
| 2024         | Marcelo Arévalo Mate Pavić              | Simone Bolelli Andrea Vavassori       | 7–5, 6–3                              |
| 2025         | Marcel Granollers Horacio Zeballos      | Joe Salisbury Neal Skupski            | 6–0, 6–7(5), 7–5                      |

## Lásd még
- Roland Garros
- Férfi egyes döntők
- Női egyes döntők
- Női páros döntők
- Vegyes páros döntők